# BioWare
(Greg Zeschuk e Ray Muzyka - BioWare Corp.)
BioWare è una software house canadese, divisione della statunitense Electronic Arts, specializzata nel creare videogiochi per computer e console e divenuta famosa per videogiochi di ruolo di successo come Baldur's Gate, Neverwinter Nights, Star Wars: Knights of the Old Republic e per le serie Mass Effect e Dragon Age.

## Storia

### Anni 90: nascita di Bioware e successo conBaldur's Gate
BioWare nasce ad Edmonton, in Canada, nel febbraio 1995 da Ray Muzyka e Greg Zeschuk, due studenti che si erano laureati assieme in medicina alla University of Alberta. Entrambi possedevano la passione per il software e, grazie alla strumentazione della facoltà, avevano appreso molte delle nozioni base di programmazione e sorse spontanea l'idea di entrare nel mondo dei videogiochi.
La software house fu fondata con 100.000 dollari, messi in comune, frutto del loro successo come medici. Il primo videogioco sviluppato fu Shattered Steel, un titolo a tema fantascientifico con i mecha ispirato da MechWarrior, pubblicato nel 1996 e pubblicato da Interplay Entertainment. Seppur non molto originale, il titolo seppe colpire per un utilizzo del motore fisico piuttosto buono e fu un discreto successo. Non era però questo il tipo di gioco con cui BioWare sarebbe arrivata al successo: durante una partita al gioco di ruolo da tavolo Dungeons & Dragons, Ray Muzyka ebbe l'idea di creare un videogioco basato sulle regole di quest'ultimo e Interplay decise di finanziare in parte i lavori per lo sviluppo del motore grafico che avrebbe retto il gioco, l'Infinity Engine, costruito in modo da essere fedele alle rigide regole matematiche del gioco da tavolo.
L'ambientazione scelta furono i Forgotten Realms e lo sviluppo del gioco fu portato avanti per quasi 3 anni, durante i quali, tuttavia, il progetto non fu esente da scetticismo riguardo al suo successo, data la sua vicinanza a videogiochi di ruolo quali Fallout e soprattutto Diablo di Blizzard Entertainment. Il 21 dicembre 1998, venne pubblicato Baldur's Gate che fu un incredibile successo di pubblico e critica, grazie all'accessibilità ludica e profondità narrativa, arrivando a vendere oltre 2 milioni di copie e decretandosi come il primo vero successo di BioWare. Il trionfo di Baldur's Gate non fu solo fine a sé stesso: il gioco divenne un temuto rivale di Diablo e l'Infinity Engine divenne motore grafico standard per i futuri Icewind Dale e Planescape: Torment di Black Isle Studios.

### Anni 2000:Neverwinter Nights,Star Wars,Jade Empire,Mass Effect,Dragon Ageed acquisizione da parte di EA

Logo utilizzato da BioWare da Baldur's Gate a Mass Effect: Andromeda

Mentre una parte del team più piccola era già al lavoro sul seguito di Baldur's Gate, un'altra più grande parte di BioWare fu scelta da Interplay per sviluppare il seguito di MDK di Shiny Entertainment, ovvero MDK2. Nonostante le difficoltà, e la prima esperienza con uno sviluppo su console, il Sega Dreamcast, il lavoro di BioWare fu pubblicato nel maggio 2000 e venne ben accolto da critica e pubblico; riconfermando l'abilità della software house.
Il 24 settembre 2000, meno di 2 anni dopo il primo capitolo, venne pubblicato Baldur's Gate II: Shadows of Amn. Il videogioco di ruolo, sempre ambientato nei Forgotten Realms e sorretto dall'ormai robusto Infinity Engine, bissò il successo del precedente capitolo, ricevendo un'accoglienza entusiasmante da parte del fandom e della critica; vendendo oltre 2 milioni di copie. Ancora una volta, inoltre, per l'impatto che il gioco generò, riuscì a diventare l'agguerrito rivale di Diablo II.
Nei successivi anni, Muzyka e Zeschuk, decisero di tornare nei Forgotten Realms, ma con un nuovo titolo, un nuovo motore grafico e il nuovo set di regole di Dungeons & Dragons 3ª edizione. Dati i guai finanziari in cui si ritrovò Interplay Entertainment, questa volta l'Aurora Engine, il nuovo motore grafico, venne finanziato da Atari. Le idee per lo sviluppo di questo nuovo videogioco di ruolo affondavano le loro radici nel 1997, parallelamente a Baldur's Gate, ma solo ora BioWare decise che era il momento di metterle in atto. Neverwinter Nights venne pubblicato il 16 giugno 2002 e fu un ennesimo successo di critica e pubblico per la software house, che mosse il primo passo nell'universo degli MMORPG, ma aveva anche rinnovato il genere, offrendo ai giocatori gli strumenti necessari per rendere l'esperienza praticamente infinita. Verrà anche sviluppato e pubblicato un seguito di questo capitolo, Neverwinter Nights 2 nel 2006, ma concepito da Obsidian Entertainment con solo la supervisione di BioWare.
Dato il successo che le console stavano ottenendo negli anni 2000, soprattutto grazie a PlayStation 2, BioWare iniziò a nutrire sempre più il desiderio di tornare a sviluppare un titolo che non fosse, quantomeno, solo per PC. In questo senso, rispetto al passato, la software house cambiò completamente strada spostandosi dal fantasy alla fantascienza e dai giochi da tavolo al cinema; concependo lo sviluppo di un videogioco di ruolo basato su Guerre stellari. Anche in questo caso, le radici del progetto, affondavano a molti anni prima, nel 1999, quando LucasArts offrì a BioWare questa opportunità; il cui sviluppo fu tenuto in seconda fase mentre la maggior parte del team era concentrato su Neverwinter Nights.
Grazie ad una ambientazione spostata nel tempo, di 4000 anni prima rispetto alla trilogia prequel, gli scrittori del gioco poterono creare un titolo ben strutturato e coerente, supportato dal nuovo motore grafico Odyssey Engine. Star Wars: Knights of the Old Republic venne pubblicato nel 2003, prima per la console Microsoft Xbox e poi su PC; si trattò ancora una volta di un grande trionfo per BioWare, il gioco riuscì nella difficile impresa di soddisdare grandemente il pubblico, la critica ma soprattutto l'agguerrito fandom di Guerre stellari. Inoltre fu particolarmente importante per Xbox, in quanto si dimostrò un titolo trainante e riuscì a piazzare 250 000 copie in soli 4 giorni.
Tale fu il successo di Knights of the Old Republic, soprattutto su Xbox, che BioWare decise di stringere un sodalizio con Microsoft per la creazione di un nuovo videogioco di ruolo; sodalizio ambiguo per il pubblico, tanto che si arrivò, erroneamente, a pensare che BioWare fosse sul punto di essere acquisita dall'azienda di Bill Gates. Questo nuovo titolo, più un action RPG che un videogioco di ruolo, avrebbe avuto un'ambientazione nell'Estremo Oriente, e sarebbe stato basato sulla mitologia cinese e il wuxia. Dopo 2 anni di lavoro, Jade Empire venne pubblicato il 12 aprile 2005, in esclusiva su Xbox, e per quanto si trattasse di un titolo atipico e originale non manco di ricevere ottimi apprezzamenti; e sarebbe arrivato a vendere 700 000 copie.
Nel novembre 2005 Bioware e Pandemic Studios decisero di unirsi, pur mantenendo i loro nomi singolarmente, e creare una super-software house. In questo periodo BioWare era ancora una volta già al lavoro su un nuovo titolo, destinato alla nuova console Microsoft Xbox 360, e che avrebbe utilizzato come motore grafico il ben noto Unreal Engine di Epic Games. Il titolo in questione sarebbe stato di nuovo un action RPG, con un ritorno al tema fantascientifico, e una preponderante profondità tipica di BioWare, che però non fece a meno di generare scetticismo tra i "fantasy-fan" della software house.
Il 16 novembre 2007 venne pubblicato, in esclusiva Xbox 360, Mass Effect. Il gioco divenne subito una killer application, e ricevette un'accoglienza entusiasmante, generando un nuovo tipo di fandom, grazie alle scelte morali, alla narrazione intricata e alla complessità gestionale. Il successo commerciale non tardò ad arrivare, con oltre 1 milione di copie vendute in 3 settimane soltanto.
Poco tempo prima, ad ottobre, si era verificato un evento che cambiò per sempre la software house: BioWare e Pandemic Studios furono acquisite da Electronic Arts per un valore di 860 milioni di dollari, divenendo di fatto sua proprietà, con Muzyka e Zeschuk relegati a game directors. Dopo una parentesi con Sonic Chronicles: La Fratellanza Oscura sviluppato da BioWare per Nintendo DS, la software house tornò sui propri passi, con lo sviluppo di un nuovo videogioco di ruolo fantasy.
Il nuovo titolo, che come al solito affondava le proprie radici di sviluppo molto prima, nel 2004, e venne annunciato come il successore spirituale di Neverwinter Nights. Dunque, il 3 novembre 2009, venne pubblicato Dragon Age: Origins, che riuscì anche in questo caso, al pari di Mass Effect, a costruire un nuovo fandom e ricevette un caloroso apprezzamento anche dai fan dei vecchi Baldur's Gate. Inoltre, data la pubblicazione su Xbox 360, PlayStation 3 e PC, in pochi mesi le vendite del gioco superarono le 3 milioni di copie.

### Anni 2010: dipartita di Muzyka e Zeschuk, congelamento di Mass Effect, Anthem
Contemporaneamente a Dragon Age, BioWare iniziò a rilasciare informazioni su Mass Effect 2, seguito del primo capitolo. Il titolo, preceduto da molto entusiasmo, venne pubblicato il 26 gennaio 2010 su Xbox 360 e PC, raccogliendo consensi straordinari dal fandom e dalla critica, vincendo il titolo di "Miglior Gioco" ai British Academy Video Games Awards del 2011. Il gioco si dimostrò anche un successo commerciale e totalizzò, nel giro di 3 giorni, ben 2 milioni di copie vendute.
Dal 2011 inizierà per BioWare un periodo piuttosto ambiguo: in quell'anno fu pubblicato infatti Dragon Age II, che però venne accolto in maniera piuttosto critica da parte del fandom, rimproverando BioWare per l'implementazione dei combattimenti a ondate e la mancanza di narrazione di qualità e importanza della scelta; per tutta risposta la software house ammise di essere ben conscia degli indiscutibili errori commessi e che ne avrebbe preso atto per migliorare i progetti futuri. Data la delusione dei fan, e il fallimento nell'avvicinare anche i casual gamers, Dragon Age II vendette anche piuttosto poco, arrivando a mala pena ad 1 milione di copie. Sulla scia del vecchio Star Wars: Knights of the Old Republic, BioWare rilasciò, alla fine del 2011, Star Wars: The Old Republic, il suo primo vero MMORPG che riscosse un certo successo con 1.7 milioni di giocatori in pochi mesi.
L'anno seguente, tuttavia, BioWare si ritrovò di nuovo al centro di vicende controverse: con il rilascio dell'atteso Mass Effect 3, il 6 marzo 2012, ancora una volta il fandom si rivoltò furioso contro la software house, accusandola di non aver inserito nel gioco una degna conclusione alla trilogia, con buchi di sceneggiatura, e mancate spiegazioni. Il malcontento fu tale che BioWare non poté ignorarlo e fu costretta a rilasciare, pochi mesi dopo, un DLC gratuito che modificasse il gioco originale, concedendo delle spiegazioni quantomeno esaustive.
Le pressioni sulla software house, in quell'anno, crebbero molto, tanto è che il 18 settembre Ray Muzyka e Greg Zeschuk annunciarono di aver preso la decisione di lasciare BioWare. Non solo loro: negli anni successivi lasciarono l'azienda anche altre figure di spicco tra cui Casey Hudson, game director di Mass Effect, Cameron Harris, Chris Wynn e i due sceneggiatori David Gaider e Drew Karpyshyn (quest'ultimo sarebbe tornato nel team 3 anni dopo).
La questione sfuggì di mano ad Electronic Arts che, come già accaduto in passato, fu accusata dal fandom di acquisire le software house per poi peggiorarne la qualità artistica con inutili pressioni lavorative, fino a sgretolarle lentamente e assorbirle del tutto. Contemporaneamente a tutta la vicenda BioWare dovette però continuare il proprio operato e il 18 novembre 2014, venne pubblicato Dragon Age: Inquisition, che riuscì a risollevare la situazione critica del fandom, seppure non riuscì a convincere tutti; uno dei designer di CD Projekt RED, i creatori di The Witcher, ammise che si trattava di un buon gioco, seppur con chiari difetti. Il titolo fu anche un buon successo di vendite, con oltre 1.14 milioni di copie piazzate nella prima settimana, di cui circa 560.000 solo in America del Nord.
Nello stesso periodo venne annunciato anche Mass Effect: Andromeda, nuovo capitolo della serie, distaccato dagli eventi della trilogia originale, in sviluppo presso una BioWare, che di componenti ne perse e ne avrebbe persi ancora nel tempo. Pubblicato nel marzo 2017 anche Andromeda però si ritrovò al centro dell'ennesima tempesta mediatica che ormai affligge i titoli BioWare – di proporzioni uguali, se non superiori, a quella del terzo capitolo; a cominciare dalle pesanti critiche rivolte ancora prima che il videogioco venisse pubblicato fino alla tiepida accoglienza riservata dalla stampa specializzata e dal fandom, con contorno di vendite inferiori (ma comunque sufficienti a renderlo un successo commerciale) rispetto ai precedenti capitoli. Date le circostanze Electronic Arts ha ufficialmente congelato l'intera serie di Mass Effect, ridimensionando gli uffici di BioWare in Montréal e trasformandoli da team di sviluppo principale a semplice di team di supporto. Successivamente il team è stato fuso con Motive Studios, lo studio di Jade Raymond.
Durante la conferenza stampa Electronic Arts pre-Electronic Entertainment Expo, il 10 giugno 2017, BioWare ha rivelato Anthem, nuovo action RPG, sviluppato con il contributo dello storico sceneggiatore della software house, Drew Karpyshyn –  noto per il suo lavoro su Mass Effect e Mass Effect 2.

## Software sviluppati

### Videogiochi
| Anno | Titolo                        | Piattaforma/e                                   |
| ---- | ----------------------------- | ----------------------------------------------- |
| 1996 | Shattered Steel               | Windows                                         |
| 1998 | Baldur's Gate                 | Windows                                         |
| 2000 | MDK2                          | Windows                                         |
| 2000 | Baldur's Gate 2               | Windows                                         |
| 2002 | Neverwinter Nights            | Windows                                         |
| 2003 | Knights of the Old Republic   | Windows, Xbox                                   |
| 2005 | Jade Empire                   | Windows, Xbox                                   |
| 2007 | Mass Effect                   | Windows, Xbox 360, PlayStation 3                |
| 2008 | Sonic Chronicles              | Nintendo DS                                     |
| 2009 | Mass Effect: Galaxy           | Android, iOS                                    |
| 2009 | Dragon Age                    | Windows, Xbox 360, PlayStation 3                |
| 2010 | Mass Effect 2                 | Windows, Xbox 360, PlayStation 3                |
| 2011 | Dragon Age 2                  | Windows, Xbox 360, PlayStation 3                |
| 2011 | Dragon Age: Legends           | Android, iOS                                    |
| 2011 | The Old Republic              | Windows                                         |
| 2012 | Mass Effect 3                 | Windows, Xbox 360, PlayStation 3                |
| 2014 | Dragon Age: Inquisition       | Windows, Xbox One, PlayStation 4, Playstation 3 |
| 2017 | Mass Effect: Andromeda        | Windows, Xbox One, PlayStation 4                |
| 2019 | Anthem                        | Windows, Xbox One, PlayStation 4                |
| 2021 | Mass Effect Legendary Edition | Windows, Xbox One, PlayStation 4                |
| 2024 | Dragon Age: The Veilguard     | Windows, Xbox Series X/S, PlayStation 5         |

### Motori grafici
- Infinity Engine — (1998)
- Aurora Engine — (2002)
- Odyssey Engine — (2003)